# Марво-Вьё
Марво́-Вьё (фр. Marvaux-Vieux) — коммуна во Франции, находится в регионе Шампань — Арденны. Департамент коммуны — Арденны. Входит в состав кантона Монтуа. Округ коммуны — Вузье.
Код INSEE коммуны — 08280.
Коммуна расположена приблизительно в 180 км к востоку от Парижа, в 45 км северо-восточнее Шалон-ан-Шампани, в 55 км к югу от Шарлевиль-Мезьера.

## Население
Население коммуны на 2008 год составляло 65 человек.
| 1962 | 1968 | 1975 | 1982 | 1990 | 1999 | 2008 |
| ---- | ---- | ---- | ---- | ---- | ---- | ---- |
| 124  | 136  | 118  | 113  | 89   | 73   | 65   |

## Экономика
В 2007 году среди 33 человек в трудоспособном возрасте (15—64 лет) 28 были экономически активными, 5 — неактивными (показатель активности — 84,8 %, в 1999 году было 75,0 %). Из 28 активных работали 25 человек (17 мужчин и 8 женщин), безработных было 3 (1 мужчина и 2 женщины). Среди 5 неактивных 3 человека были пенсионерами, 2 были неактивными по другим причинам.

## Фотогалерея

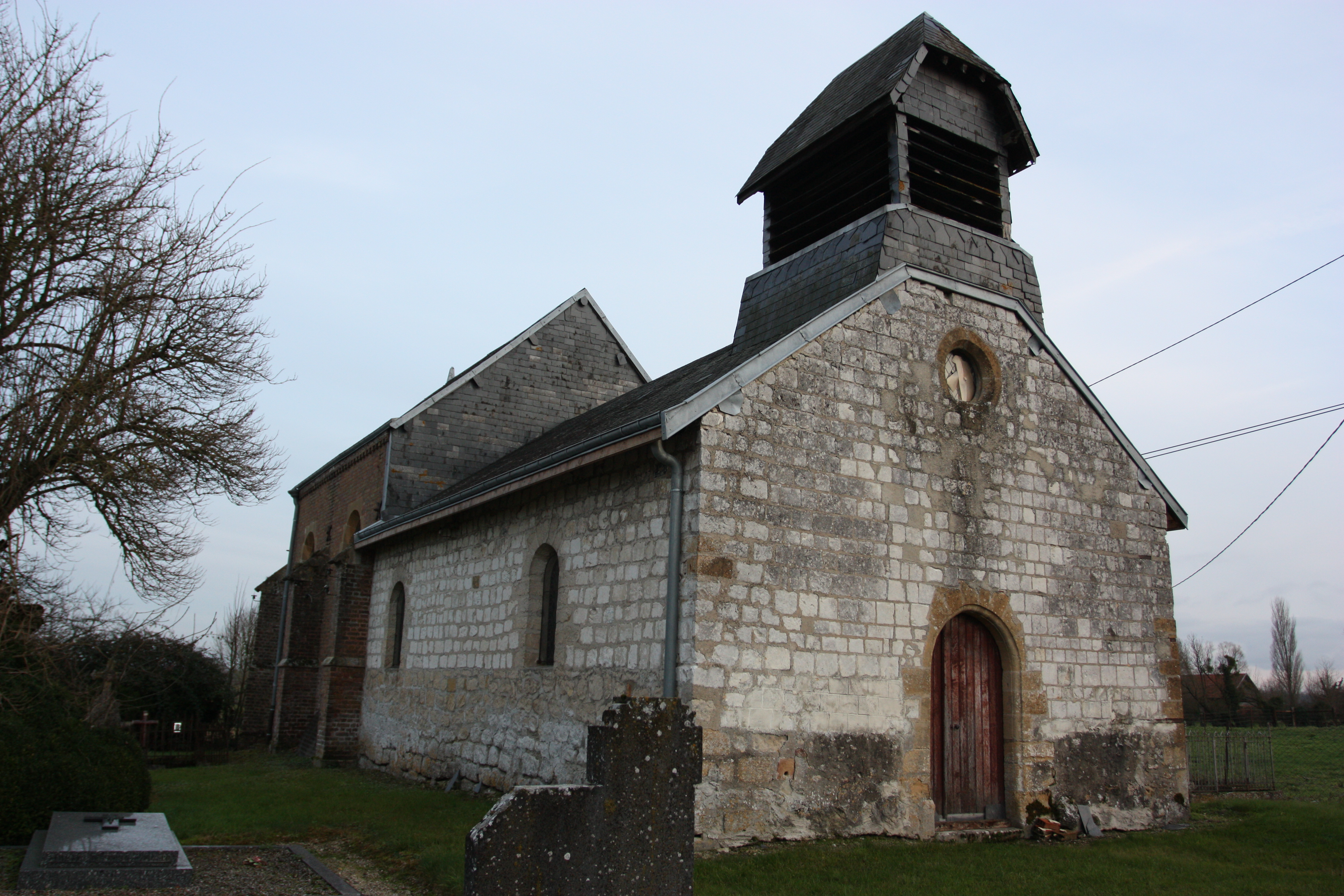
Церковь Сент-Этьен
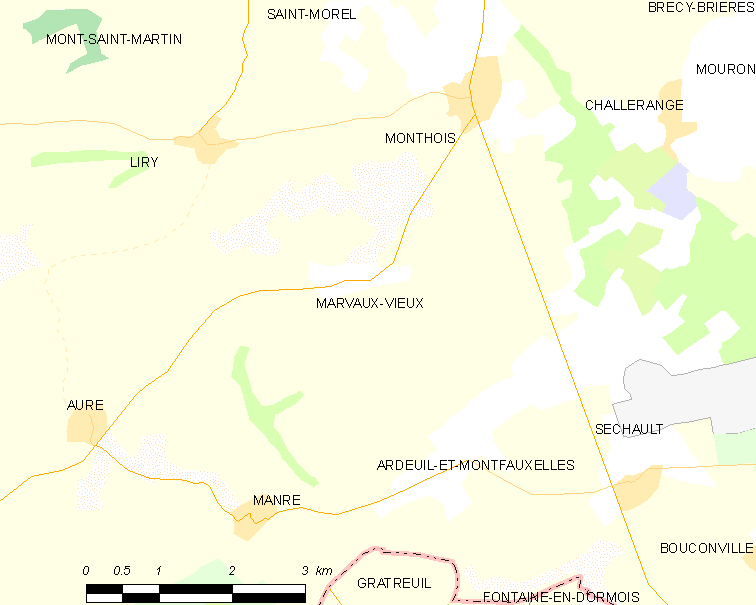
Карта коммуны